# Santiago Cúneo
Gabriel Santiago Cúneo (Buenos Aires, 5 de septiembre de 1970) es un empresario, político y periodista argentino, líder del Movimiento Democrático Confederal Argentino.
Se hizo conocido por conducir el programa periodístico Uno Mas Uno Tres, que se transmitió tanto por radio como por televisión desde el 2013 hasta el 2018. Dicho programa fue galardonado en 2017 y en 2018 con los Premios Martín Fierro, en las categorías periodísticas de mejor programa de investigación.

## Biografía
Nació el 5 de septiembre de 1970 en el barrio porteño de La Boca, donde pasó su infancia y adolescencia.
En su juventud fue cercano a miembros de grupos nacionalistas denominados Carapintadas, encabezados por Aldo Rico y Mohamed Alí Seineldín lo que le valió ser expulsado de la UCR.
Durante los años noventa formó parte de la empresa CopPetrol, cuyo mercado era el surtido y venta de combustibles automóviles, vinculada a Aldo Rico y con la cual tuvo grandes ganancias. También apoyo la candidatura Menem '99.

### Carrera política
Entre 2005 y 2015 se presentó varias veces a elecciones para concejal e intendente para la ciudad de San Miguel y, salvo en 2015 donde fue candidato por Cambiemos, siempre se presentó desde el peronismo. En 2007 se presentó como primer candidato a legislador porteño por la lista de Guillermo Cherashny, Consenso Porteño.
En 2019 intentó ser candidato a gobernador de la provincia de Buenos Aires, pero al obtener sólo el 0.23% de los sufragios no pudo presentarse en las elecciones generales.
Desde que Javier Milei ganó las elecciones presidenciales contra Sergio Massa en el año 2023, Santiago Cúneo plantea la reforma y llamado a elecciones dentro del Partido Justicialista.

### Uno Más Uno Tres
Uno Más Uno Tres es un programa de periodismo político. Comenzó en 2013 y se emitió originalmente en el canal de televisión Canal 26 y por Canal Metro, dirigido por Santiago Cúneo y Nora Briozzo.
El programa era inicialmente opositor al gobierno de la en ese entonces presidenta Cristina Fernández de Kirchner y parte de los informes transmitidos en el programa trataban de casos relacionados al kirchnerismo (entre ellos, el Caso Nisman).
El programa fue adquiriendo popularidad durante 2016, año en el que los informes que se emitían esta vez eran cada vez más críticos hacia el gobierno de Mauricio Macri, si bien el mismo anfitrión había expresado entusiasmo al nuevo gobierno.
Fue despedido de Canal 26, según fuentes del canal, por agresiones del periodista a los gerentes. Aunque, según Cúneo, fue despedido del canal debido a que éste recibió presión del gobierno para que lo hiciera, por ciertas investigaciones que podían dejar en una posición incómoda a altos funcionarios del gobierno.
El programa se trasladó a Crónica TV y continuó transmitiéndose en este canal durante más de un año. En esta etapa el carácter de los informes se volvió mucho más crítico al gobierno de Macri, en el cual Cúneo menciona como «entreguista» y «cipayo».
En mayo de 2018, tras un viaje de Mauricio Macri a Israel, Cúneo le dirigió al presidente un editorial en el que lo vinculaba al «sionismo internacional», llegando a preguntarse si Macri habría negociado el Plan Andinia para entregar la Patagonia. Por eso la DAIA lo denunció por antisemitismo y fue expulsado del canal Crónica TV. Otro de los motivos por el cual fue expulsado, se debió a insultos contra la periodista oficialista Silvia Mercado. Desde entonces, continuó su programa desde internet, desde su sitio Canal 22.
El programa se traslada por tercera vez a un canal web, el Canal 22, y sigue emitiéndose en este canal desde entonces.
Fue productor del filme Encuarentenadas, comedia protagonizada por Ximena Rijel y con la participación de personalidades como Chiche Gelblung, Dady Brieva, Atilio Veronelli, Silvio Soldán y Nito Artaza, entre otros.En septiembre de 2023, el programa se trasladó al canal EXTRA! en simultáneo con su canal web Canal 22 y continuó transmitiéndose en este canal desde los sábados a las 20 que posteriormente fue retirado en mayo de 2024.

## Controversias

### Promoción del dióxido de cloro
En julio de 2020, Cúneo denunció la inhabilitación temporal de su programa «Uno Más Uno Tres» en la plataforma YouTube, tras una entrevista con un alemán Andreas Kalcker, quien promueve el uso del dióxido de cloro como tratamiento para el COVID-19. La plataforma inhabilitó temporalmente su cuenta, argumentando que el contenido infringía sus lineamientos comunitarios al sugerir que tratamientos potencialmente dañinos podrían ser beneficiosos para la salud.

### Conflicto con el gobierno de Macri
Entre julio y agosto de 2018, recibió varias denuncias por parte de funcionarios del gobierno por «incitación al odio», «apología a la sedición» e «irrespeto a la figura presidencial». Entre los denunciantes, se encuentran la ministra de Seguridad del gobierno de Macri, Patricia Bullrich.
Cúneo declaró estas denuncias como intentos del gobierno para intimidarlo, debido a que en estas fechas, inició una colecta de firmas para proponer en el congreso un juicio político contra el presidente Mauricio Macri, amparándose en los artículos 29, 39, 59, 60 y 119 de la Constitución Nacional.

### Mensajes de odio a los mapuches
La Confederación Mapuche Argentina ha expresado su preocupación por las declaraciones de Santiago Cúneo, a quien consideran un representante de un nacionalismo arcaico que discrimina a los pueblos originarios, en particular a los mapuches. En su crítica, la Confederación señala que Cúneo promueve un ideal de país monocultural que ignora la diversidad cultural y la plurinacionalidad, considerándolas como vestigios del pasado. A pesar de su retórica en contra de la administración de Mauricio Macri, su discurso es visto como autoritario y masificador, alineándose con la denominada campaña «antimapuche» del gobierno de Mauricio Macri.
Cúneo ha sido citado diciendo que son «cuatrocientos años de la llegada de Colón aparecieron esos mugrientos mapuches, inmundos, chorros, roñosos, ladrones, violadores, vejadores», y ha expresado su admiración por el militar argentino Julio Argentino Roca, conocido por su papel en la Conquista del Desierto que resultó en la expansión territorial y la subyugación de los pueblos indígenas. Estas declaraciones han llevado a la Confederación Mapuche a presentar una denuncia ante la Defensoría del Público de Servicios de Comunicación Audiovisual en Buenos Aires, argumentando que el discurso de Cúneo perpetúa estigmas y fomenta la discriminación y violencia hacia los pueblos originarios.

### Muerte de la reina Isabel II
Probablemente su incidente mas viral, Santiago Cúneo llevó a cabo una gran celebración en su programa Canal 22: al surgir las noticias de la muerte de la reina Isabel II del Reino Unido el día 8 de septiembre de 2022. En el video, que se viralizó por las redes tanto en el ámbito nacional como internacional debido a su extravagante e irreverente júbilo, Cúneo descorcha una botella de champán luego de mostrar una «placa roja» en el estilo de Crónica TV con el texto mayúsculo «MURIÓ LA VIEJA DE MIERDA [sic] !!!». Entretanto, sus acompañantes en el programa sonríen y aplauden, y Cúneo prosigue con sus críticas iracundas hacia la monarca:
¡Se murió la vieja hija de puta! ¡Terminó de una buena vez! ¡Fuerte aplauso para Satanás que se la llevó! ¡No está más! La vieja se murió; ¡los ingleses lo tapan! ¡Está muerta, dura, como un quebracho tirada en la cama, la vieja de mierda! Se ha terminado [...] esta basura británica, esta inmundicia de Lucifer, esta basura masona. ¡Ha salido del planeta Tierra y es una buena noticia para todos! ¡Por fin se muere alguien correcto en la vida!  [...] [procede a descorchar su champán y brinda]
Además celebra la muerte, ocurrida el 9 de abril de 2021, de su cónyuge el príncipe Felipe de Edimburgo; entre sus motivos de festejo, menciona la participación del príncipe consorte Felipe en la guerra de las Malvinas, la cual Argentina perdió ante Gran Bretaña en 1982. Finalmente, califica a la corona británica de «inmunda, pirata, ladrona, genocida, asesina», y acusa a la reina de ser nacionalsocialista y admiradora de Adolf Hitler en su juventud.
Cúneo ya había prometido festejar la muerte de la reina tras el fallecimiento del príncipe Felipe en 2021 y, del mismo modo, festejó posteriormente la muerte de Henry Kissinger en 2023 y la de Jacob Rothschild en 2024.

## Ideología

### Política
Cúneo fue opositor del gobierno kirchnerista. Consideraba al kirchnerismo como incapaz, tanto de llevar a cabo un plan económico a largo plazo, como para mantener sólido y unificado al justicialismo.
En 2015, apoyó la fórmula Cambiemos para las elecciones presidenciales de Argentina de 2015, con el principal objetivo de poner fin al kirchnerismo, pero se deslindó de Cambiemos en 2016, cuando comenzó a cuestionar las políticas que estaban llevándose a cabo por el nuevo gobierno. Ideológicamente, Santiago Cúneo se declara como democrático, confederal, peronista ortodoxo, desarrollista y nacionalista.

### Religión
Cúneo se identifica como católico. En diciembre de 2020 confrontó al presidente Alberto Fernández, diciendo que éste no era «ni católico, ni peronista» por, entre otras cosas, impulsar la legalización del aborto.

## Historial electoral
|  | 0.36 % |

|  | 0.23 % |

|  | 0.43 % |

|  | 0.23 % |

## Distinciones
| Año  | Premio                              | Categoría                           | Resultado |
| ---- | ----------------------------------- | ----------------------------------- | --------- |
| 2016 | Premio Dorado - Chaco               | Premio Dorado - Chaco               | Ganador   |
| 2016 | Premio Cuna de la Bandera - Rosario | Premio Cuna de la Bandera - Rosario | Ganador   |
| 2016 | Premio Ballena - Chubut             | Premio Ballena - Chubut             | Ganador   |
| 2016 | Premio Antena VIP - La Plata        | Premio Antena VIP - La Plata        | Ganador   |
| 2017 | Premios Martín Fierro               | Mejor Programa de Investigación     | Ganador   |
| 2018 | Premios Martín Fierro               | Mejor Programa Periodístico         | Ganador   |